# Gallaberg

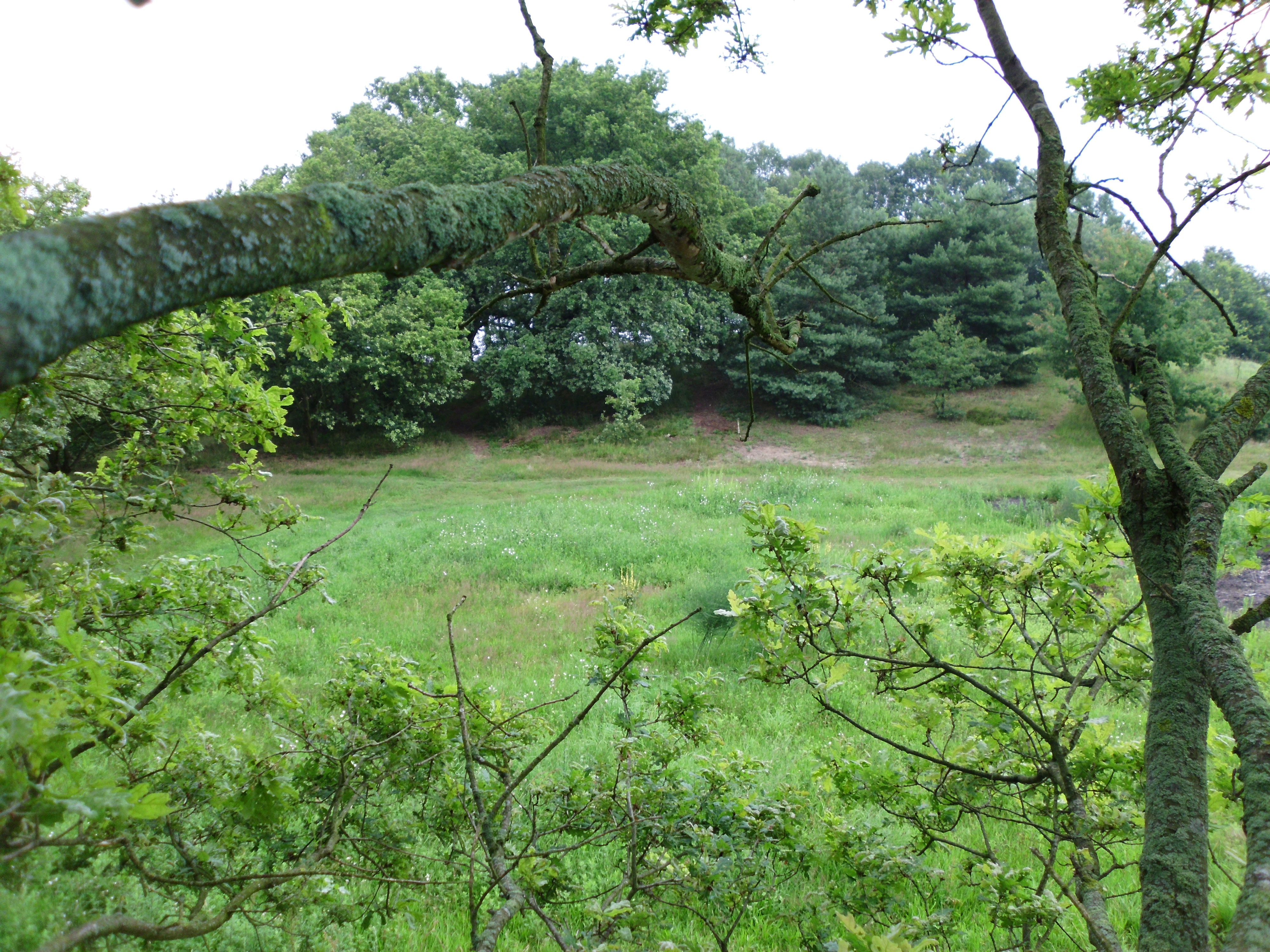
Der Gallaberg aus westlicher Ansicht

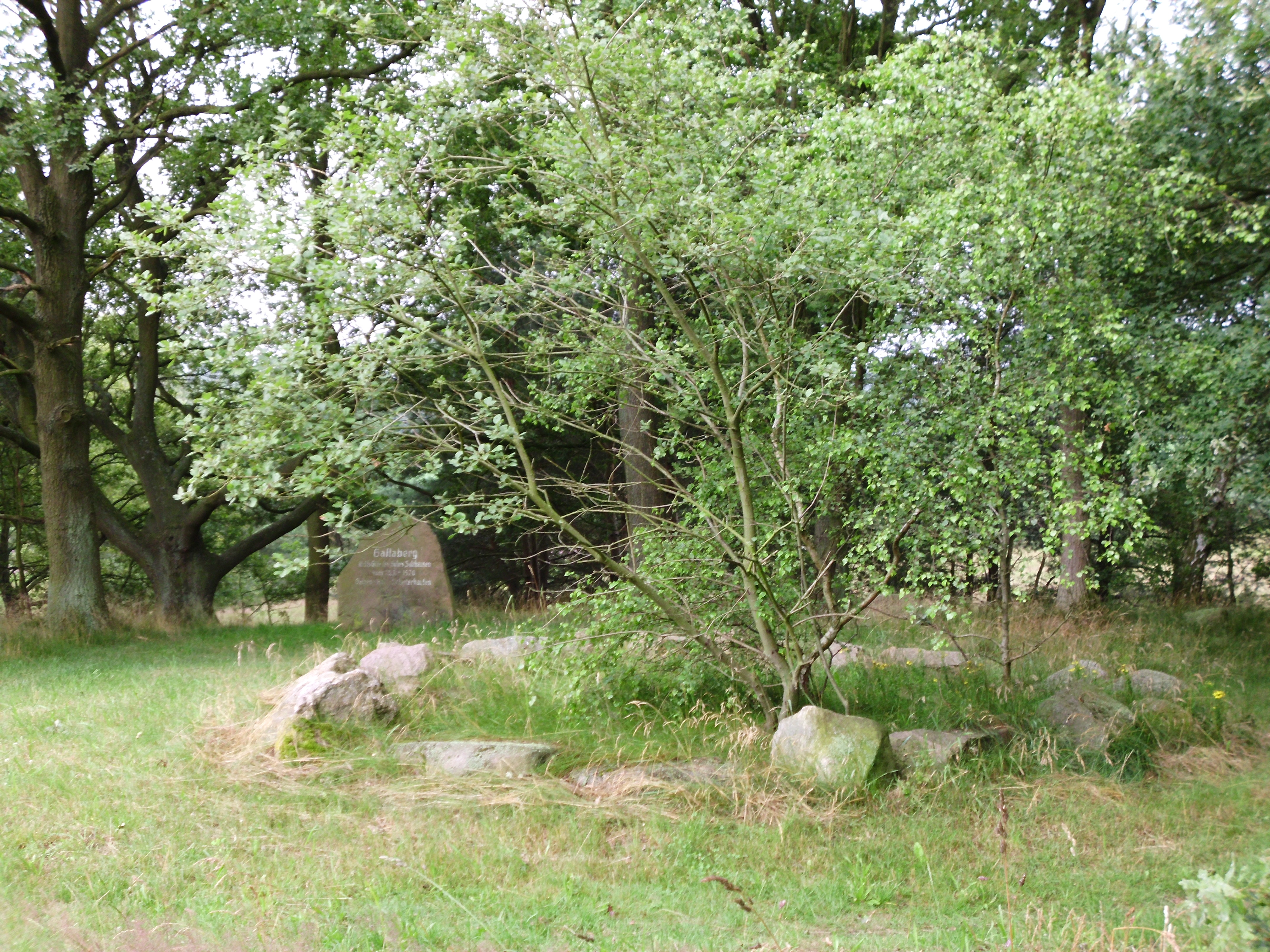
Der Gedenkstein mit dem Steinkreis

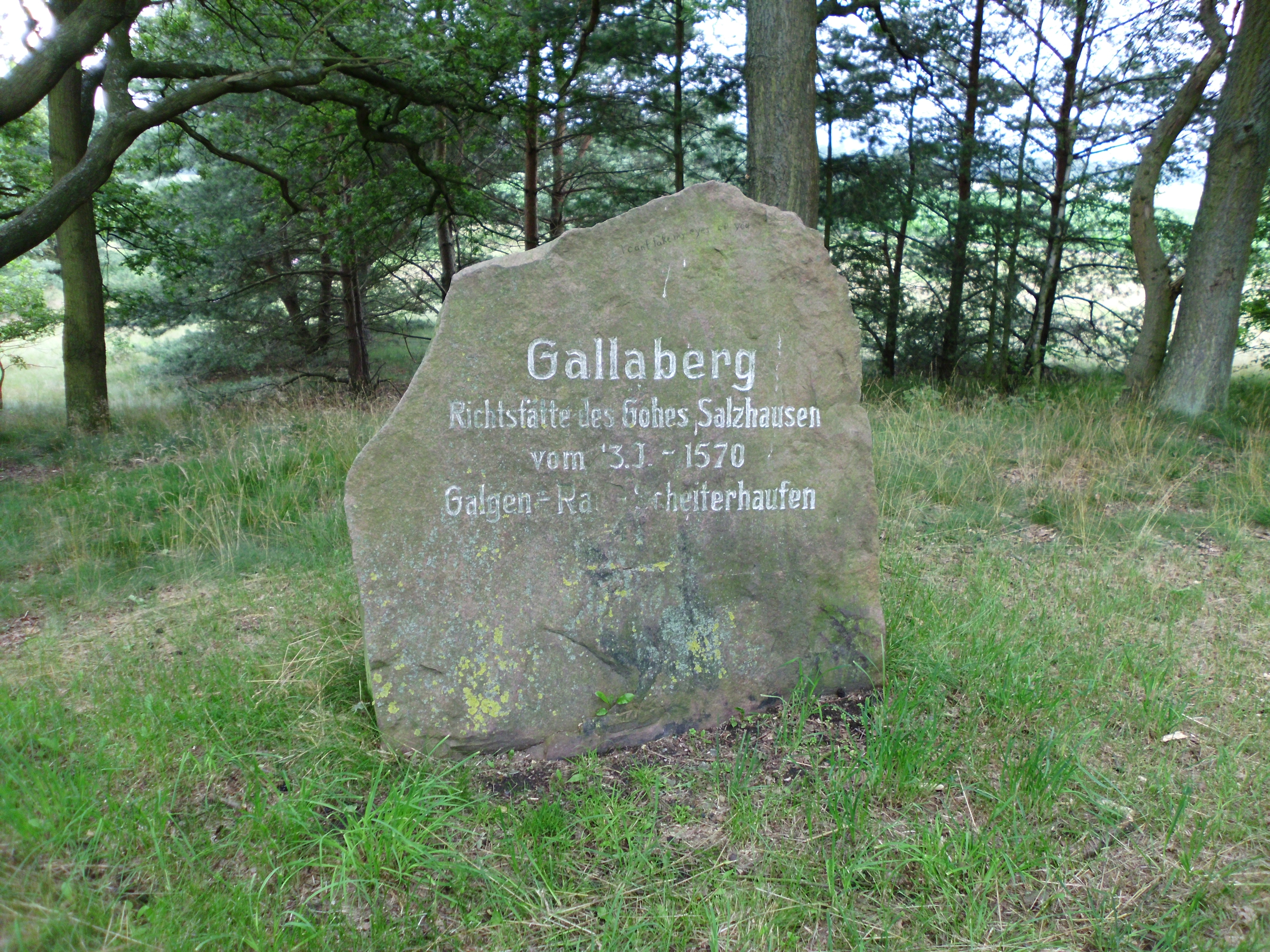
Der Gedenkstein

Der Gallaberg (früher Passberg) ist ein Hügel bei Salzhausen im Landkreis Harburg in Niedersachsen.

## Lage
Der Gallaberg ist umgeben von Feldern und mit Bäumen bewachsen. Er liegt an der Einmündung der Landstraße L234 auf die L216 südlich von Salzhausen. Zur Zeit der Hinrichtungen war der Berg unbewaldet, so dass Vorbeifahrende das Geschehen frei einsehen konnten. Dies sollte als Abschreckung gelten. Man erreicht ihn durch einen 5- bis 10-minütigen Fußmarsch über einen Sandweg. Auf dem Gipfel befindet sich eine Lichtung mit einem Gedenkstein und einem Steinkreis, welcher die Vermutung aufwirft, dass sich an diesem Ort ein Scheiterhaufen befunden hat.

## Geschichte
Auf diesem Berg haben Hinrichtungen durch einen Scheiterhaufen, Köpfen, das Rad, durch den Galgen und acht andere Methoden stattgefunden. Diese Bestrafungen wurden zwischen dem 13. Jahrhundert und 1570 auferlegt und durchgeführt, meist wohl gegen mutmaßliche Hexen, Diebe und Mörder. Haben Hinrichtungen stattgefunden, mussten Schüler ab 14 Jahren mit ihren Klassen dort hinauf wandern und dabei singen. Das Zusehen sollte als Abschreckung dienen.
Ab 1970 wurde am Berg Sand abgebaut, wobei auch Knochenfunde der Hingerichteten gemacht wurden.

## Gedenkstein
Der Gedenkstein auf dem Gallaberg wurde aufgestellt zum Gedenken an die auf dem Galgen Hingerichteten. Die Inschrift des Steines lautet: „Gallaberg Richtstätte des Gohes Salzhausen vom 13 J. - 1570 Galgen-Rad Scheiterhaufen.“

## Sonstiges
Der untere Teil des Hügels wird heutzutage benutzt, um das alljährliche Osterfeuer zu entzünden.